# Pilar Aresti Victoria de Lecea
Pilar Aresti Victoria de Lecea (Bilbao, ?) és una política i empresària basca. És filla de José Aresti, comte d'Aresti, i de Pilar Victoria de Lecea, i està casada amb Ramón de Icaza Zabálburu, un dels principals accionistes del BBVA. El seu cosí, Enrique Aresti, fou assassinat per ETA el 1980.
Militant d'UCD, fou diputada a la Diputació Foral de Biscaia el 1979-1983, apoderada de les Juntes Generals de Biscaia el 1979-1983 i més tard amb el Partit Popular el 1995-1999, i presidenta del Comitè d'Amics del Museu Guggenheim (Bilbao). Durant uns anys fou vocal del comitè regional dels Liberals Bascos afins a Joaquín Garrigues Walker. Fou escollida també senadora per Biscaia a les eleccions generals espanyoles de 2000. El 24 de juliol de 2000 va patir un atemptat d'ETA al seu domicili del barri de Neguri, del que en va sortir il·lesa. El 2005 fou nomenada vocal del Consell Assessor de l'Observatori Regional de la Violència de Gènere de Madrid.